# Suka Jadi (Pujud)
Suka Jadi is een bestuurslaag in het regentschap Rokan Hilir van de provincie Riau, Indonesië. Suka Jadi telt 3238 inwoners (volkstelling 2010).